# Terfezia leptoderma
Terfezia leptoderma är en svampart som beskrevs av Tul. 1844. Terfezia leptoderma ingår i släktet Terfezia och familjen Pezizaceae.   Inga underarter finns listade i Catalogue of Life.